# 日光 (列車)

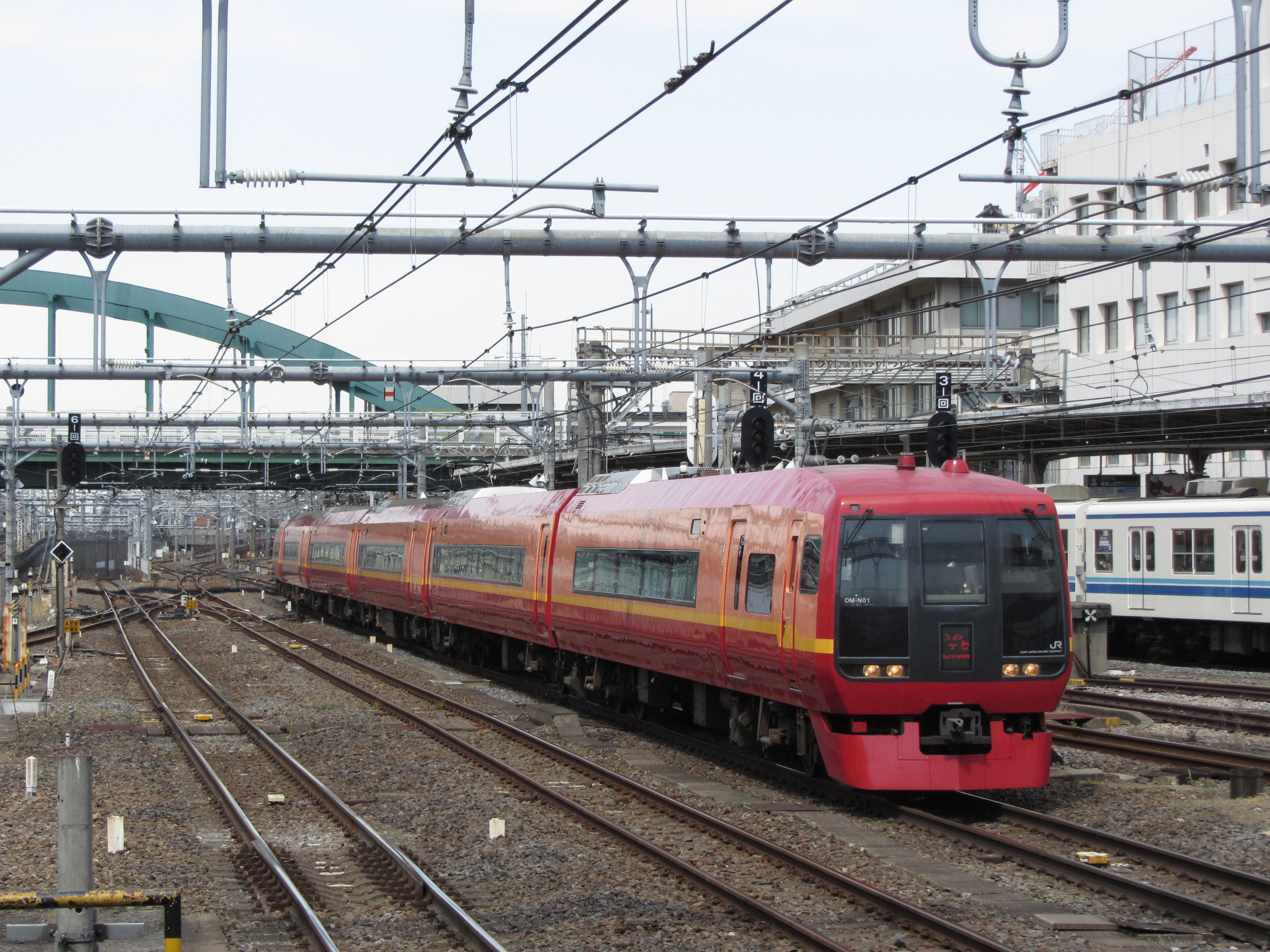
特急「きぬがわ」
（2020年3月21日）

スペーシア日光（スペーシアにっこう）は、東日本旅客鉄道（JR東日本）および東武鉄道が、新宿駅 - 東武日光駅間を、山手線・東北本線（宇都宮線）・東武日光線経由で運行している特別急行列車。日光として運行を開始し、2023年より全定期列車が現名称で運転されている。
本項では、同じくJR東日本と東武鉄道が新宿駅 - 鬼怒川温泉駅間を運行する特急「きぬがわ」のほか、東北本線および日光線経由で東京方面と日光線方面を結んでいた日本国有鉄道（国鉄）・JR東日本の準急列車や急行列車「日光」などの優等列車の沿革についても記述する。

## 概要
栃木県西部地域（日光例幣使街道沿線）を縦貫して東武日光駅または鬼怒川温泉駅と首都圏を結ぶ特急列車で、東京方面と栃木県西部地域間の中距離輸送を担っている。
運行開始以来、JR東日本の車両と東武鉄道の車両による相互直通運転が行われている。東武鉄道側は一貫して100系「スペーシア」を使用しており、使用列車では「スペーシア日光」「スペーシアきぬがわ」と車両愛称を冠した列車名となっている（2023年3月改正時点で定期列車は「スペーシア日光」のみ）。
運行開始後、多客期には横浜駅・品川駅などを発着する臨時列車も設定されているが、この東海道本線沿線と日光方面間では、かつて1960年代にも「湘南日光」（伊東駅 - 日光駅間）や「特別日光」（横浜駅 - 日光駅間）としていずれも国鉄線（現在の上野東京ラインに相当）経由で運行されたことがあった。
「日光」・「にっこう」の名称については、かつて以下の列車がこの名称を冠して運転されていた。運行経路は異なるが、ともに東京方面と日光方面を結ぶ列車である点では共通している。
- 時期不明：東武東上線池袋駅 - 川越駅 - （川越線） - 大宮駅 - 春日部駅 - 東武日光駅間で運転されていた臨時快速「にっこう」。川越線内は蒸気機関車による牽引。
- 1950年6月 - 1956年10月：上野駅 -　日光駅間で運転されていた臨時快速「にっこう」
- 1956年10月10日 - 1982年11月14日：上野駅（のちに東京駅、その後臨時列車では横浜駅） - 日光駅間で運転されていた準急・急行・快速「日光」
- 1988年12月 - ：池袋駅・新宿駅 - 日光駅間で運転されていた臨時快速・特急「日光号」・「ホリデー快速日光号」

### 列車名の由来
「日光」・「きぬがわ」ともに、目的地の地理名に由来している。
- 「日光」：目的地である栃木県日光市に因む。
- 「きぬがわ」：目的地である鬼怒川温泉駅（鬼怒川上流域にある温泉「鬼怒川温泉」を冠する駅名）に由来する。

## 運行概況
2023年3月18日のダイヤ改正以降は「スペーシア日光」と「きぬがわ」がそれぞれ1往復の運行で、午前に下り列車、午後に上り列車が設定されている。土休日および繁忙期の場合、臨時列車がそれぞれ1往復追加される。
2006年3月18日の運行開始時点では、定期列車は「日光」1往復・「きぬがわ」3往復（うち1往復は「スペーシアきぬがわ」）が設定されていた。しかし、利用状況を踏まえた2023年のダイヤ改正により運行形態の再編と減便（一部は季節列車化）を受け、現行の形態となっている。

### 停車駅
スペーシア日光

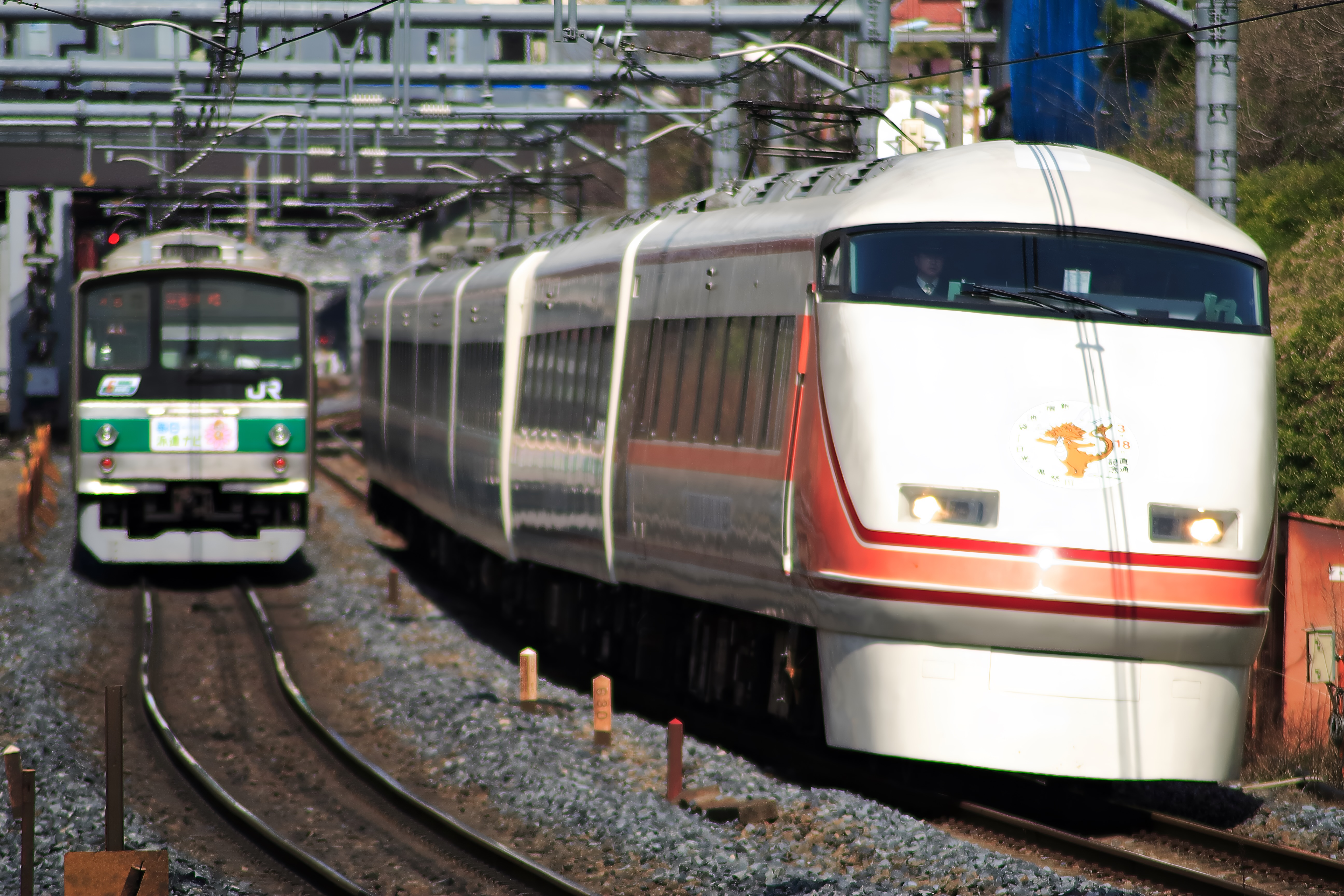
運行開始記念のヘッドマーク付の
特急「スペーシア日光」
(2006年3月21日)

新宿駅 - 池袋駅 - 浦和駅 - 大宮駅 - 栃木駅 - 新鹿沼駅 - 下今市駅 - 東武日光駅
きぬがわ
新宿駅 -（この間「スペーシア日光」と同じ）- 下今市駅 - 東武ワールドスクウェア駅 - 鬼怒川温泉駅
- 大宮駅と栃木駅の間で、JRと東武の接続駅である栗橋駅に停車するが、これは乗務員交替のための運転停車であり、客扱いは行わない（詳細は栗橋駅#JR・東武連絡線とデッドセクションを参照）。
- 2013年3月16日より浦和駅の東北貨物線（湘南新宿ライン）ホーム完成に伴い、浦和駅に停車を開始した。
- 2017年7月22日開業の東武ワールドスクウェア駅は、当初は日中時間帯の「スペーシアきぬがわ」3・6号のみ停車していた。「きぬがわ」は当初同駅を通過していたが、2018年3月17日から停車するようになった。2020年6月6日のダイヤ改正より東武ワールドスクウェア駅の営業時間が拡大され、全列車が停車するようになった。
- 東武線内のみ運転の特急「きぬ」「リバティきぬ」「リバティ会津」停車駅である新高徳駅に関しては、「きぬがわ」「スペーシアきぬがわ」は設定以来一貫して通過する。

### 使用車両・編成
「スペーシア日光」には東武鉄道の100系（スペーシア）が、「きぬがわ」にはJR東日本の253系1000番台が使用されている。ともに6両編成。
当初、JR東日本は定期運用編成として後述の485系1本のみを配置していたため、車両検査時などは東武の100系もしくはJR東日本の189系「彩野」で代走を行っていた。計画検査に伴う代走日は時刻表に明記され、「スペーシア」で運行される列車には列車名に「スペーシア」が冠された。
「スペーシア」の新宿寄り先頭車（6号車）は4人用個室のみとなっており、この車両はグリーン車扱いとされている。JR編成は全車普通車でグリーン車の連結はない。

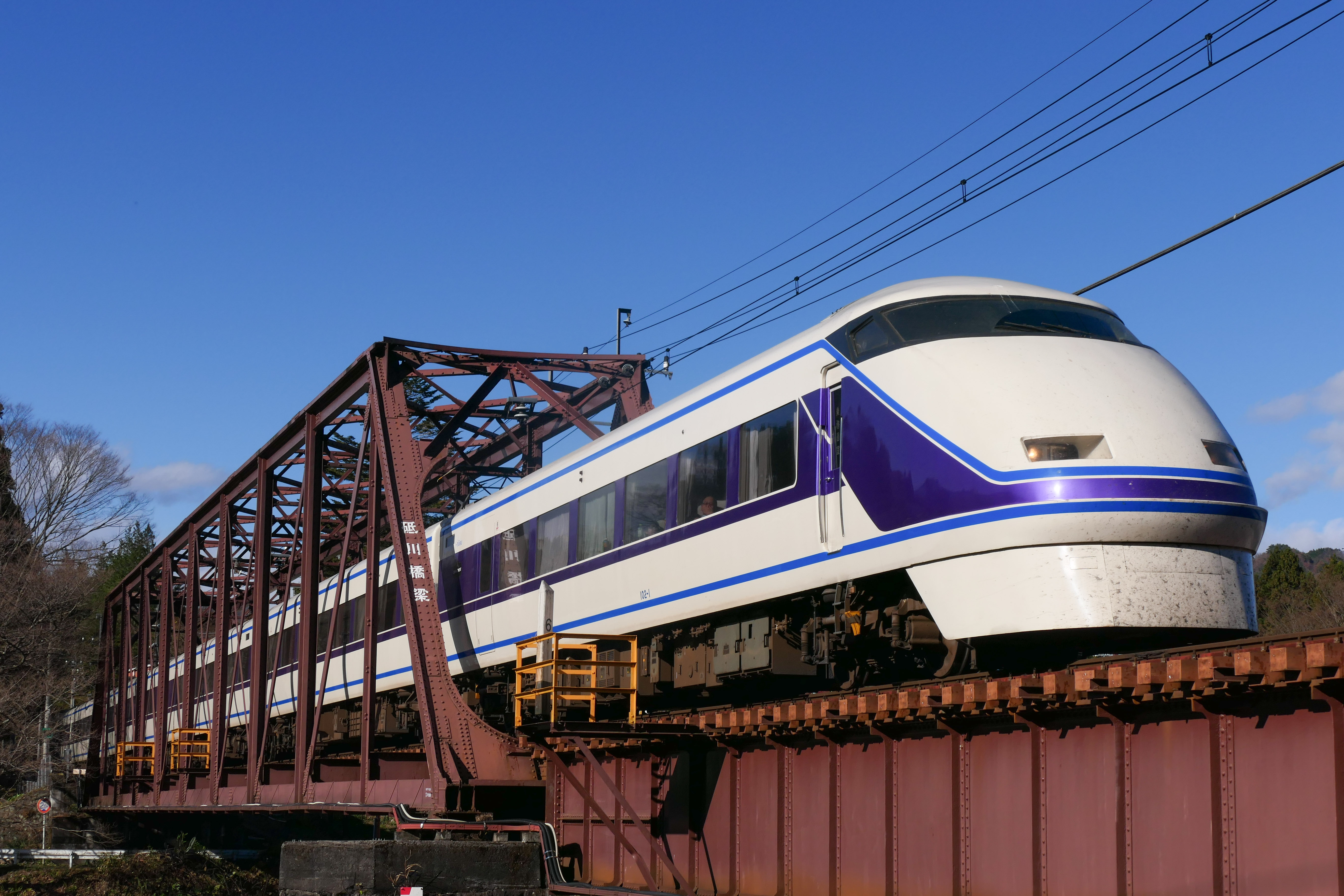
100系
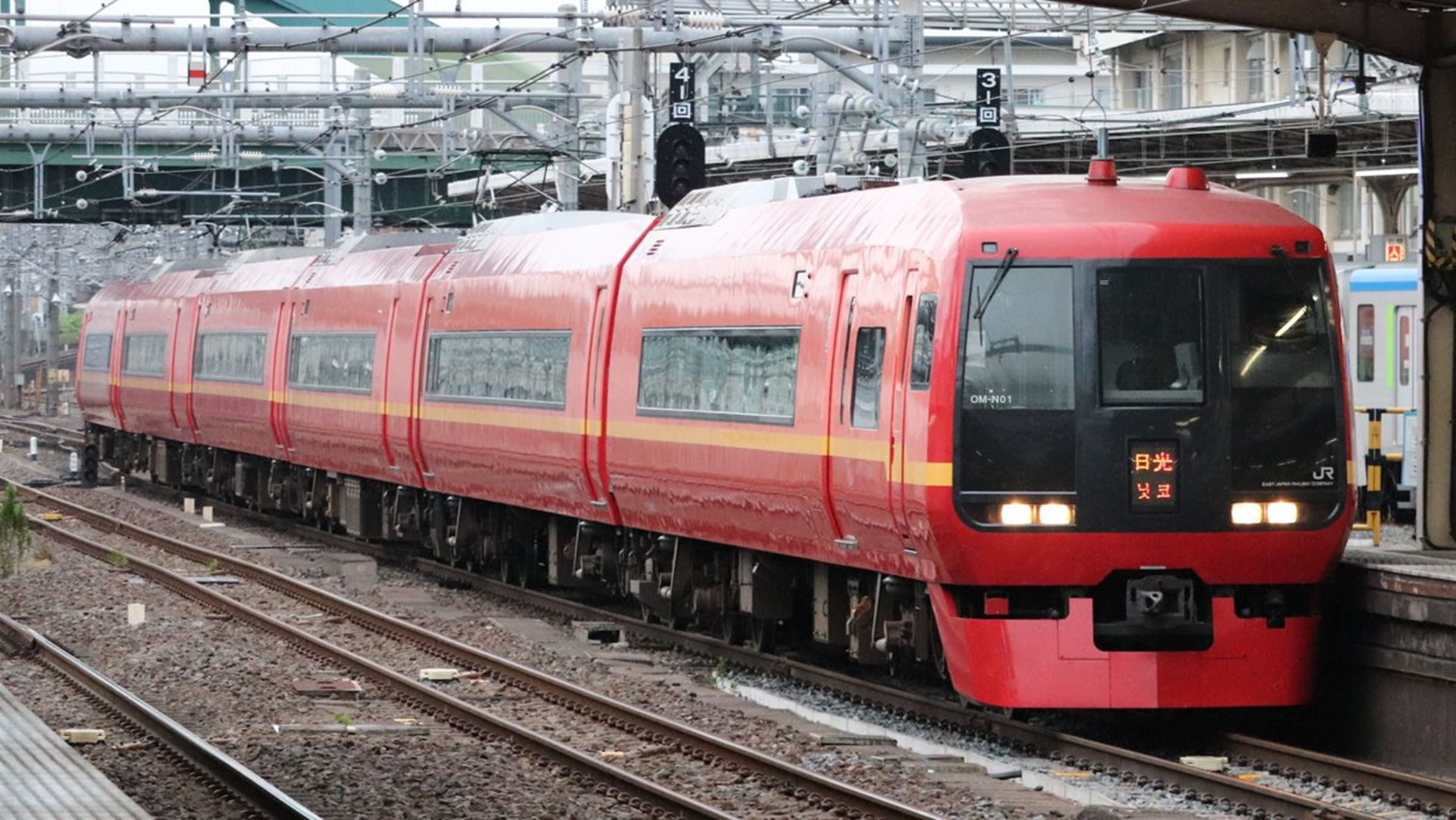
253系

#### 過去の使用車両
485系
JR線・東武線直通特急としての「日光」「きぬがわ」が新設された2006年3月18日以来、2011年6月3日まではJR運行分の2往復に小山車両センター所属の485系1編成が使用された。元々この編成はデスティネーションキャンペーンにあわせて特急「あいづ」などで使用されていたが、2006年3月に東武線直通特急仕様車として営業運行を開始した。2011年4月16日に253系1000番台に置き換えられ「日光」「きぬがわ」運用からは外れる予定であったが、東日本大震災により両列車が同年4月28日まで運休したため置き換えが延期され、同年6月3日まで485系で運行された。
189系
横浜駅・八王子駅発着の臨時列車および485系の予備車として、大宮総合車両センター所属の「彩野」編成が充当されていた。253系1000番台の投入により運用から離脱し廃車された。

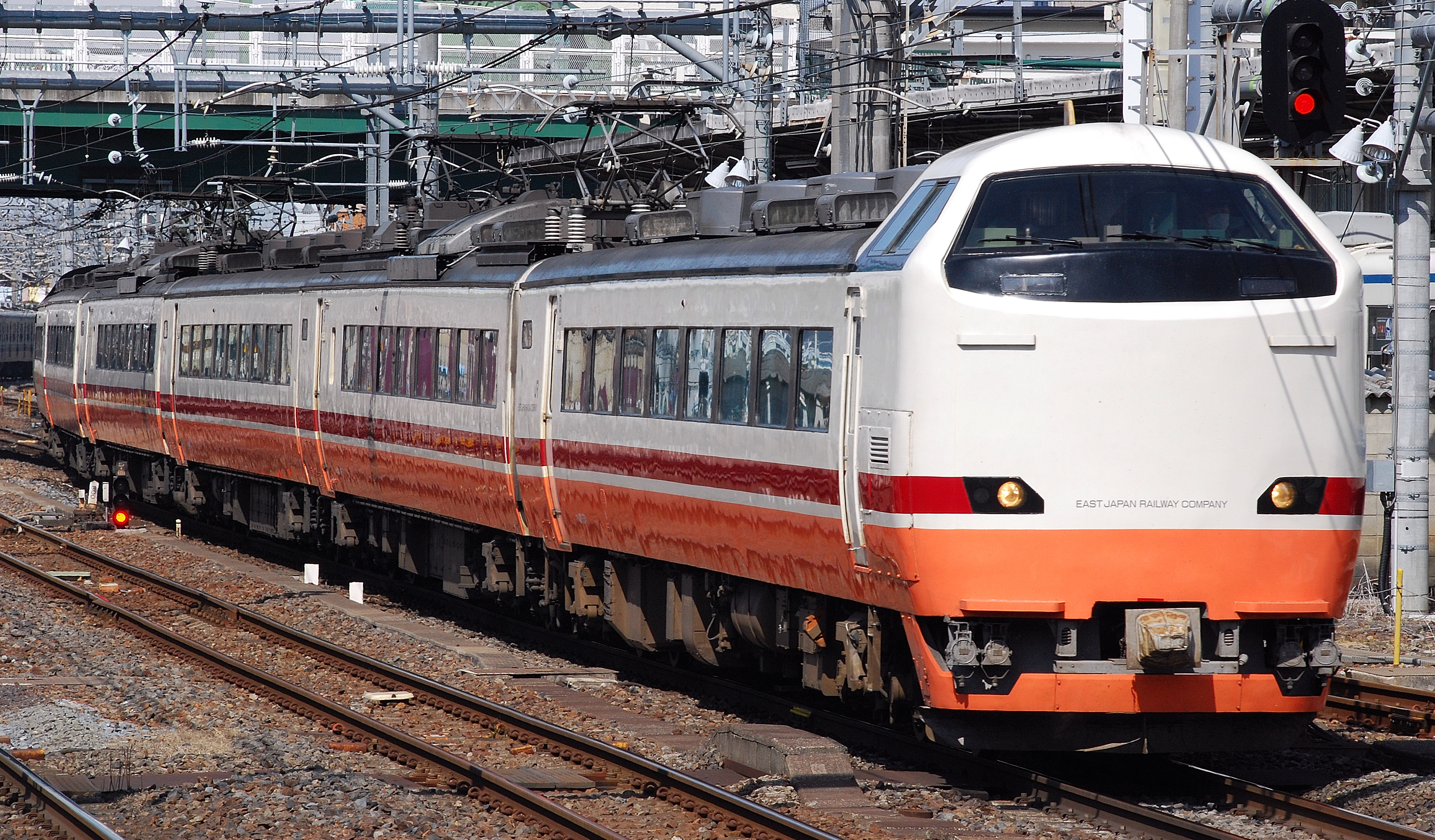
485系
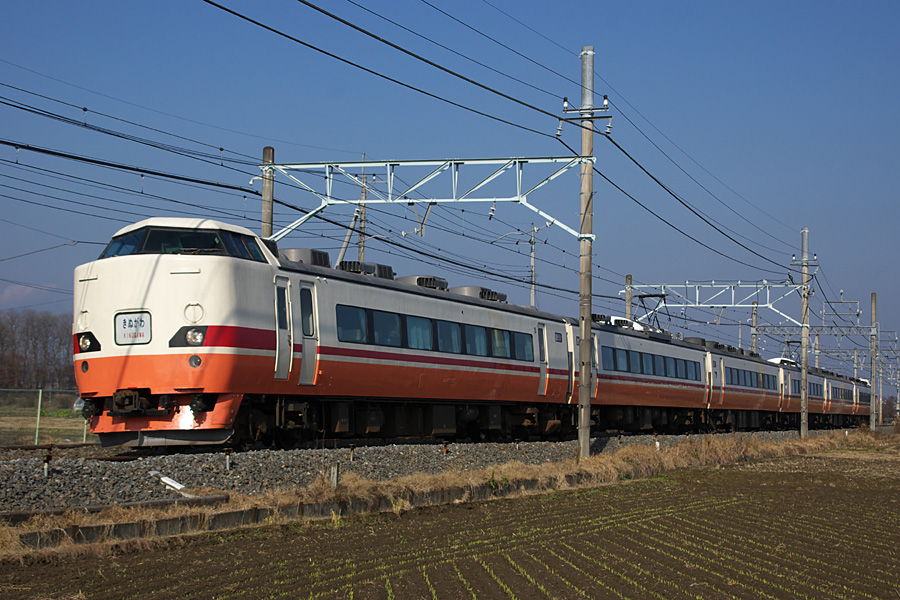
189系

### 料金制度
全車指定席である。特急券は通年同額で、JR線内での通常期・繁忙期等による料金変動や、かつて存在した東武線内の各種割引料金は適用されない。
東武100系「スペーシア」の個室（グリーン4人用個室扱い）を利用する場合は、JR線および東武線各線内ごとに定められるグリーン個室料金（それぞれ3,150円、両社にまたがって利用する場合は6,300円）のほか、実際に個室を利用する人数分の特急料金が必要となる。

#### 特急券の発売箇所
JR・東武直通特急の特急券・グリーン券は、基本的に他の列車同様に主な駅のみどりの窓口で購入できる。ただし東武鉄道にまたがる区間の特急券は連絡運輸扱いとなるため、JR東日本の駅でしか購入できない。
JR東日本のえきねっとでも、個室を除きJR・東武直通特急の予約・購入が可能である。えきねっとで予約購入した際の特急券受け取り箇所は、JR東日本の駅の指定席券売機・みどりの窓口となっており、東武線内各駅はこれに含まれていない。なおJR線内完結（新宿駅 - 大宮駅までの相互間）であれば、JR西日本のe5489でも予約・受取が可能である。
東武鉄道におけるJR・東武直通特急の特急券は駅窓口でのみ取り扱っており、駅の自動券売機やインターネット購入・予約サービスでは購入できない。また、東武鉄道お客様センターの電話予約でも取り扱っていない。
JRグループと東武鉄道の双方と契約しているJR東日本エリア以外の旅行代理店で発売する場合は、連絡運輸が適用されないため、規則上はJR区間（マルス発券）と東武鉄道区間（各旅行会社の船車券）を栗橋駅で分割した特急券・乗車券で発券されることになるが、手続きが煩雑なため店舗によっては取り扱わない場合がある。

#### 乗車券類の利用上の制約
JR・東武直通特急が発着するJR線および東武線は、すべて首都圏における交通系ICカード乗車券のSuica・PASMO（および相互利用が可能なICカード乗車券）の利用可能駅であるが、当列車はICカード乗車券での乗車が認められておらず、乗車区間の乗車券を購入する必要がある。
また、東武線内・JR線内ともに、定期券による乗車は認められていない。

## 臨時列車
新宿駅以外を首都圏側の発着地として運行された臨時特急列車のうち、継続的に設定された実績のあるものについて記述する。

### 東海道本線の各駅発着列車

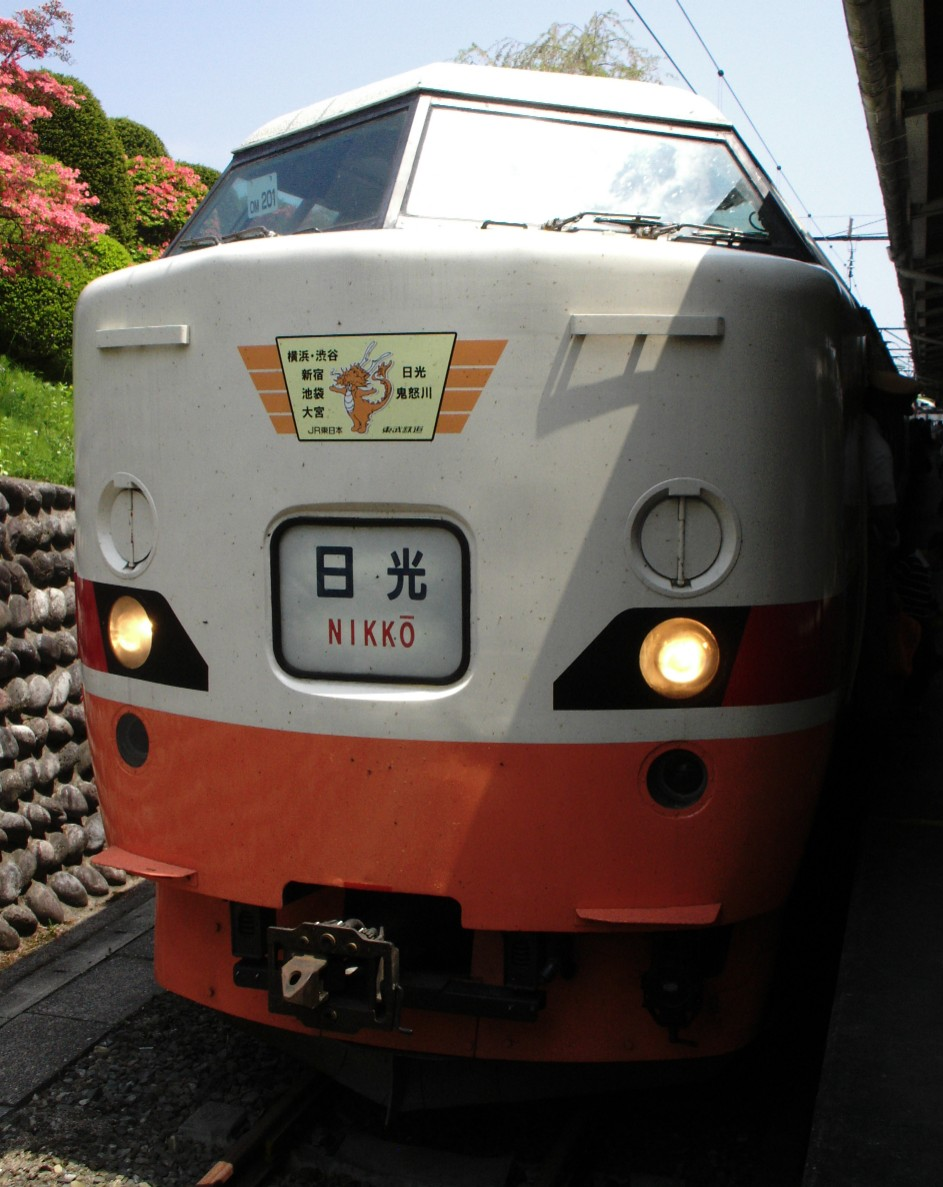
横浜駅発着の「日光」
（2007年5月5日）

2007年から断続的に設定されてきた、東海道本線の駅まで運転する列車である。基本的に「日光」であったが、年によっては「きぬがわ」も運転されていた。
当初は189系「彩野」を使用した「日光」が横浜駅発着（新宿駅経由）で運転されていた。その後2011年からは品川駅または大船駅発着に変更され、品川駅発着列車では100系「スペーシア」も使用された。2015年には品川駅発着が途絶える一方、大船駅発着列車が上野東京ライン経由となったが、2019年以降はいずれも設定がない。

### 八王子駅発着列車

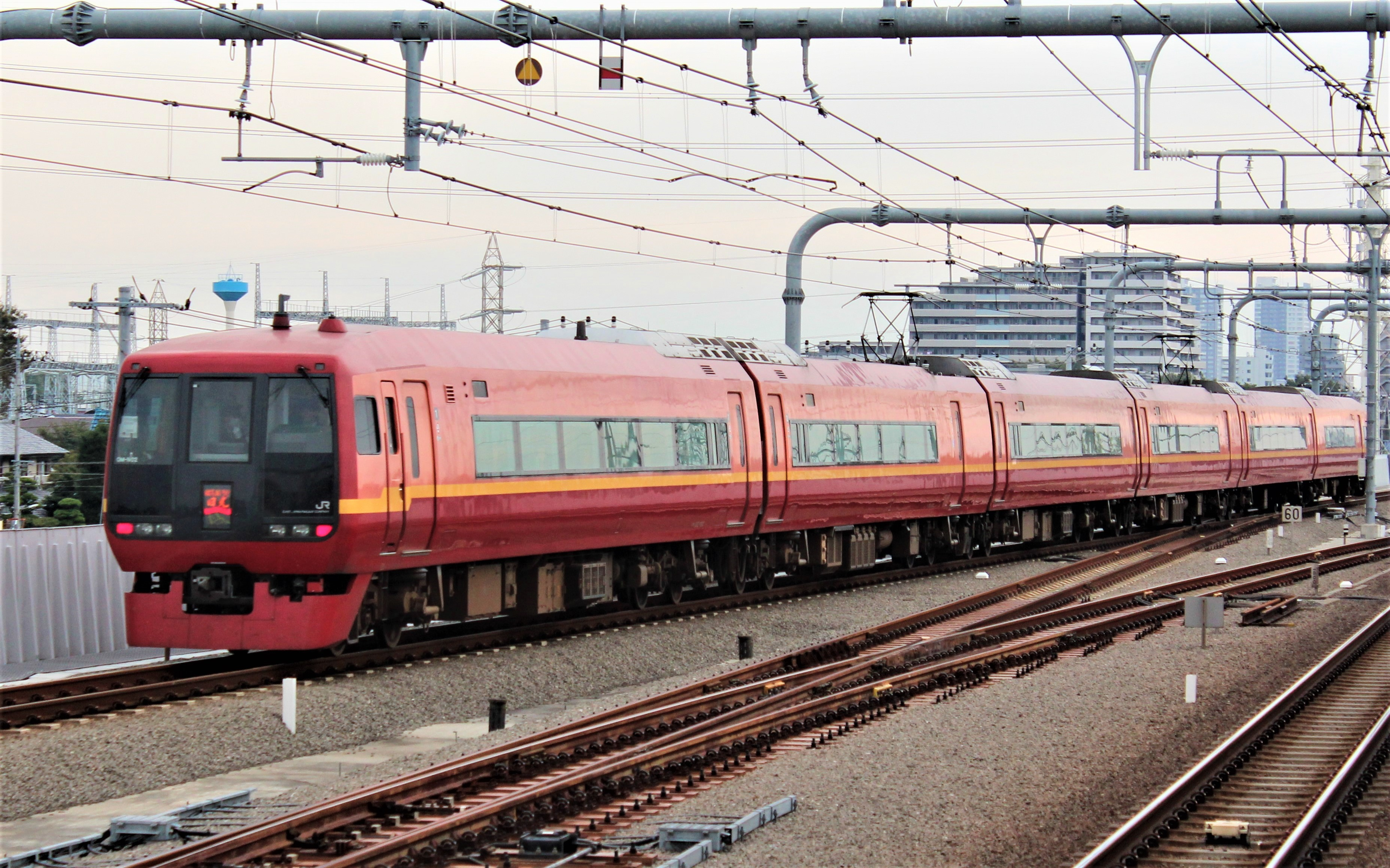
「はちおうじ日光」
（2013年10月19日）

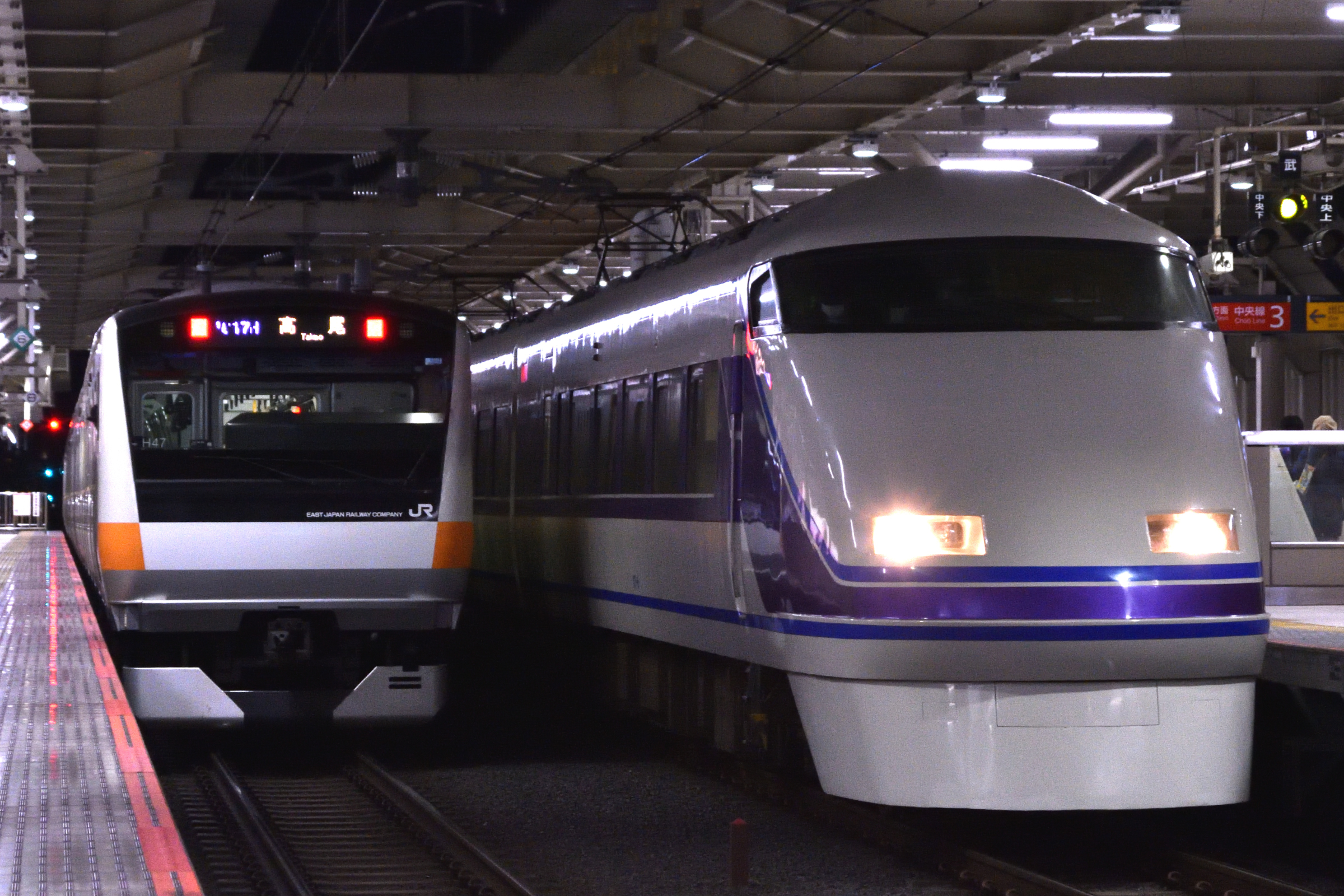
国立駅に停車する東武100系
（2022年1月30日）

八王子駅まで運転する臨時列車である。当初は新宿駅から中央本線経由での運転であったが、2017年からは武蔵野線経由となっている。
2009年に189系「彩野」を使用した「はちおうじ日光」が運行されたのが嚆矢となり、以降毎年設定されてきた。2019年からは使用車両が100系「スペーシア」となり、列車名は「スペーシア八王子日光」とされた。さらに2022年からは鬼怒川温泉駅までの列車も運行されており、こちらには「スペーシア八王子きぬ」の列車名が付けられている。

### 千葉県内発着列車
千葉県内まで運行する列車も運行されたことがある。 
2011年に新宿駅から中央本線・総武本線を経て千葉駅まで運行する「日光」が運転されたのが初出である。基本的に「日光」であったが、2016年と2017年のみ「きぬがわ」も運行された。以降2017年まで毎年運転されていたが、2018年以降は設定されていない。
その後、2024年に海浜幕張駅発着の「マリンきぬがわ」が武蔵野線経由で設定された。

## 国鉄・JR東日本日光線優等列車沿革
東北新幹線の開業に伴い急行「日光」が廃止されて以降、国鉄→JR日光線には定期優等列車が設定されていないが、それ以前は準急列車・急行列車などが東武特急・急行などと同様に設定されていた。
大正時代までは日本各地から日光へ行く最速でほとんど唯一の交通路であったことから独占的な活況を収めていたが、1929年（昭和4年）10月に東武鉄道の日光線が全線電化で開通すると、2つの「日光線」は競合するようになった。
そのため鉄道省（当時）は1930年（昭和5年）から、料金不要だが急行と同じ速度かそれより速い準急列車を上野駅 - 日光駅間に設定した。同年10月の時刻表によると、上野駅 - 日光駅間直通の普通列車が3時間40分を要していたのに対し、準急は同区間を2時間30分で結んでおり、当時の東武の電車特急が浅草雷門（後の浅草駅） - 東武日光駅間を2時間24分で結んでおり、省線の非電化客車列車が宇都宮駅での折り返しが必要な上野駅 - 日光駅間をほぼ同等の所要時間で結んでいた。東北本線内では赤羽駅 - 宇都宮駅間無停車とし、青森行きの急行列車が停車していた大宮駅・小山駅をも通過していた。
その後太平洋戦争の戦況が悪化した1943年2月に準急列車が全廃され、上野駅 - 日光駅間の直通列車も消滅したが、戦後にはその設定が復活し、日光に向けた行楽列車が各地から運行された。

### 国鉄準急の登場
- 1913年（大正2年）5月：上野駅 - 宇都宮駅間（宇都宮線区間）で快速運転する普通列車609・610列車（一・二等客車付き）が上野駅 - 日光駅・黒磯駅間に設定される。
  - 609・610列車の停車駅：上野駅 - 赤羽駅 - 蕨駅 - 浦和駅 - 大宮駅 - 蓮田駅 - 久喜駅 - 栗橋駅 - 古河駅 - 小山駅 - 石橋駅 - 宇都宮駅 … この間は各駅に停車 … 日光駅
  - 609・610列車の所要時間：上野駅 - 日光駅間が約4時間、宇都宮駅 - 日光駅間が約1時間15分
- 1934年（昭和9年）12月：ダイヤ改正により、準急の上野駅 - 日光駅間所要時間が2時間27分に短縮され、和食堂車も連結される。また臨時増発列車も20分先行する時刻で設定され、戦前の最盛期だった。なお、この当時の準急列車は12月 - 翌年3月に運休した。当時の東武特急の浅草駅 - 東武日光駅間の所要時間は最速列車で2時間18分だった。
- 1940年（昭和15年）10月：上野駅 - 日光駅間の準急列車から食堂車の連結を取りやめ。
- 1942年（昭和17年）11月：上野駅 - 日光駅間の準急列車の所要時間は2時間40分に延長[注釈 3]。

### 準急「日光」・「湘南日光」の登場と花形157系
- 1950年（昭和25年）6月：上野駅 - 日光駅間で臨時快速「にっこう」が運行を開始。これが国鉄での日光行観光列車の復活であるとされる。しかし当時は客車列車であり、所要時間は2時間40分程度。
- 1955年（昭和30年）3月：「日光」は45000形気動車（後の17系）を使用して客車から気動車列車となるが、性能が低かったために速度は客車時代よりも低下した。
- 1956年（昭和31年）10月10日：電車特急として浅草駅 - 東武日光駅を2時間弱で運行していた東武特急に対抗して、当時開発されたばかりの最新鋭気動車である44800形（後の55系）を導入して準急「日光」の運行を開始し、これまでの「日光」は「だいや」に改称された。
  - 準急「日光」の途中停車駅は宇都宮駅のみで、上野駅 - 日光駅間を約2時間で結んでいた。客車と同等の設備を有する3等車のみ4両編成（座席定員330名）で運行され、座席は全車指定で乗車券のほか準急券が必要であり、準急券は東京駅・上野駅・新宿駅・宇都宮駅・日光駅ほか周辺の交通公社でしか購入することが出来なかった。この時の東京都区内 - 日光駅間の料金は乗車券310円、準急指定券60円の計370円であった。
- 1957年（昭和32年）10月：準急「日光」の発着駅が上野駅から東京駅へと変更（引き続き上野駅にも停車）。
  - 東武特急の始発駅が浅草駅なのに対し、国鉄は上野駅とアクセスの良さで格段の差があり、運賃が安かったこともあって東武優位に歯止めを掛け、さらに東京駅発着となるとその流れに拍車が掛かる。ただし運行本数は準急「日光」（1往復、上野駅 - 日光駅間約2時間、370円）と新しく登場していた快速「だいや」・「しもつけ」・「二荒」（計3往復、上野駅 - 日光駅間約2時間30 - 40分、310円）の計4往復で、東武は1700系の増備による速度向上と本数増（下り3本上り4本、浅草駅 - 東武日光駅間約2時間、470円）によってこれに対抗した。
- 1958年（昭和33年）4月：国鉄日光線が電化。上野駅 - 日光駅・黒磯駅間の気動車準急「しもつけ」が電気機関車牽引の客車準急に変更され、「二荒」の日光行きは廃止され3往復体制になる。
- 1959年（昭和34年）
  - 9月22日：特急電車151系並みの内装・設備を有した157系電車「日光形」が落成し、準急「日光」が電車化。また増便されて2往復（うち1往復は季節運転の「第2日光」）となる。停車駅は従来通り上野と宇都宮の2駅のみであったが、所要時間は短縮されて東京駅 - 日光駅間が約2時間、上野駅 - 日光駅間が約1時間50分に。上野駅 - 宇都宮駅間では1時間18分と、2年後の1961年に登場する気動車特急「つばさ」・「ひばり」と同じ所要時間で結んだ。同時に新宿駅発着の季節準急「中禅寺」（冬季運休）が同じ157系で運行開始され（1往復、新宿駅 - 日光駅間約2時間。停車駅は宇都宮のみ）、出発地点の増強と「特急並みのサービスで準急の料金」という廉価性で国鉄は勝負を掛けることとなる。さらに快速「だいや」を格上げして季節準急「だいや」とし80系電車での運行とする（上野駅 - 日光駅間約2時間）。代わりに準急「しもつけ」は80系電車化され日光駅発着列車が廃止されたため、総じて運行本数は4往復体制（うち3往復は季節運転）に。
  - 11月20日：準急「日光」の日光駅発の片道1本を伊東駅まで延長運転（1960年1月31日まで）
- 1961年（昭和36年）3月：準急「日光」を延長し、伊東線伊東駅発着の準急「湘南日光」が運転開始（「踊り子」も参照のこと）。また夏季多客日の深夜1時前に上野駅を出発し日光駅に4時過ぎに到着する夜行快速「奥日光」が運転開始。
- 1962年（昭和37年）10月1日：準急「だいや」上り1便を増発。
- 1963年（昭和38年）
  - 3月25日：準急「湘南日光」の使用車両を165系電車に変更[注釈 4]。
  - 4月25日：準急「中禅寺」の使用車両を165系電車に変更。
  - 10月1日：準急「日光」「中禅寺」「湘南日光」などの停車駅に今市駅を追加[24]。これにより東京発着の「日光」は上野・宇都宮・今市の3駅停車、新宿発着の「中禅寺」は宇都宮・今市の2駅停車となる。
- 1964年（昭和39年）
  - 夏：準急「臨時日光」が上野駅 - 日光駅間で（1往復、上野駅 - 日光駅間約2時間）、準急「常磐日光」が日立駅 - 日光駅間で1往復運転される。
  - 10月1日：東海道新幹線開業に伴うダイヤ改正で、準急「中禅寺」の始発駅を新宿駅から東京駅に、終着駅を上野駅に変更。
  - 10月3日 - 11月4日（「特別日光」のみ10月28日で終了：東京オリンピック輸送対応として横浜駅 - 日光駅間に準急「特別日光」、上野駅 - 日光駅間に準急「臨時日光」を運転。いずれも元「ひびき」編成の157系電車の7両編成で、1等車を2両連結していた。「日光」もこの期間には運用が変更され「臨時日光」と共通運用することになったため、共通運用実施期間中は1等車の連結が復活した。

### 157系の撤退から急行「日光」の廃止まで
- 1966年（昭和41年）
  - 3月5日：準急行制度の改変に伴い「日光」「だいや」「中禅寺」「湘南日光」を急行に格上げ。所要時間は準急と変わらなかったため事実上の値上げとなった。
  - 4月17日：臨時急行「第2日光」「第3日光」が横浜駅 - 日光駅間で運転されたほか、上野駅 - 日光駅間で快速「霧降高原」が運行。1966年 - 1968年の春季・秋季の土曜・休日を中心に臨時運転が続けられる。
- 1968年（昭和43年）10月1日：ヨンサントオのダイヤ改正に伴い、以下のように変更される。
  1. 急行「日光」を増発し毎日4往復とする。うち1往復を157系、ほかの3往復を165系で運転、うち2往復は東京駅始発・終着便。一部の165系使用便（下り2本、上り1本）が急行「なすの」「わたらせ」と併結運転。
  2. 80系使用の急行「だいや」・165系使用の急行「中禅寺」を急行「日光」に統合。「だいや」「中禅寺」を廃止。
  3. 急行「湘南日光」の日光駅→伊東駅間を廃止。
- 1969年（昭和44年）4月25日：急行「日光」から157系が撤退し、すべて急行形車両の165系となる。
  - なお、「日光」全4往復のうち東京駅始発・終着便は2往復。
- 1970年（昭和45年）10月1日：急行「湘南日光」廃止。急行「日光」の東京駅始発・終着便が1往復のみとなり、下り1本が近郊形車両である115系での運転となる。
- 1973年（昭和48年）4月1日：急行「日光」の東京駅発着列車が廃止され、全列車が上野駅発着の4往復体制となる[25]。
- 1976年（昭和51年）11月1日：115系で運転される急行「日光」を快速列車に格下げ、上り4本、下り3本の運転となる。
- 1978年（昭和53年）10月2日：急行「日光」が3往復体制となる。
- 1982年（昭和57年）11月15日：上越新幹線開業に伴うダイヤ改正により急行「日光」が廃止。これにより国鉄日光線を走る定期列車としての優等列車は消滅した。
  - 廃止時の停車駅
    - 上野駅 - 赤羽駅 -　大宮駅 - 古河駅 - 小山駅 - 宇都宮駅 - 鹿沼駅 - 今市駅 - 日光駅

### 国鉄分割民営化後の臨時列車

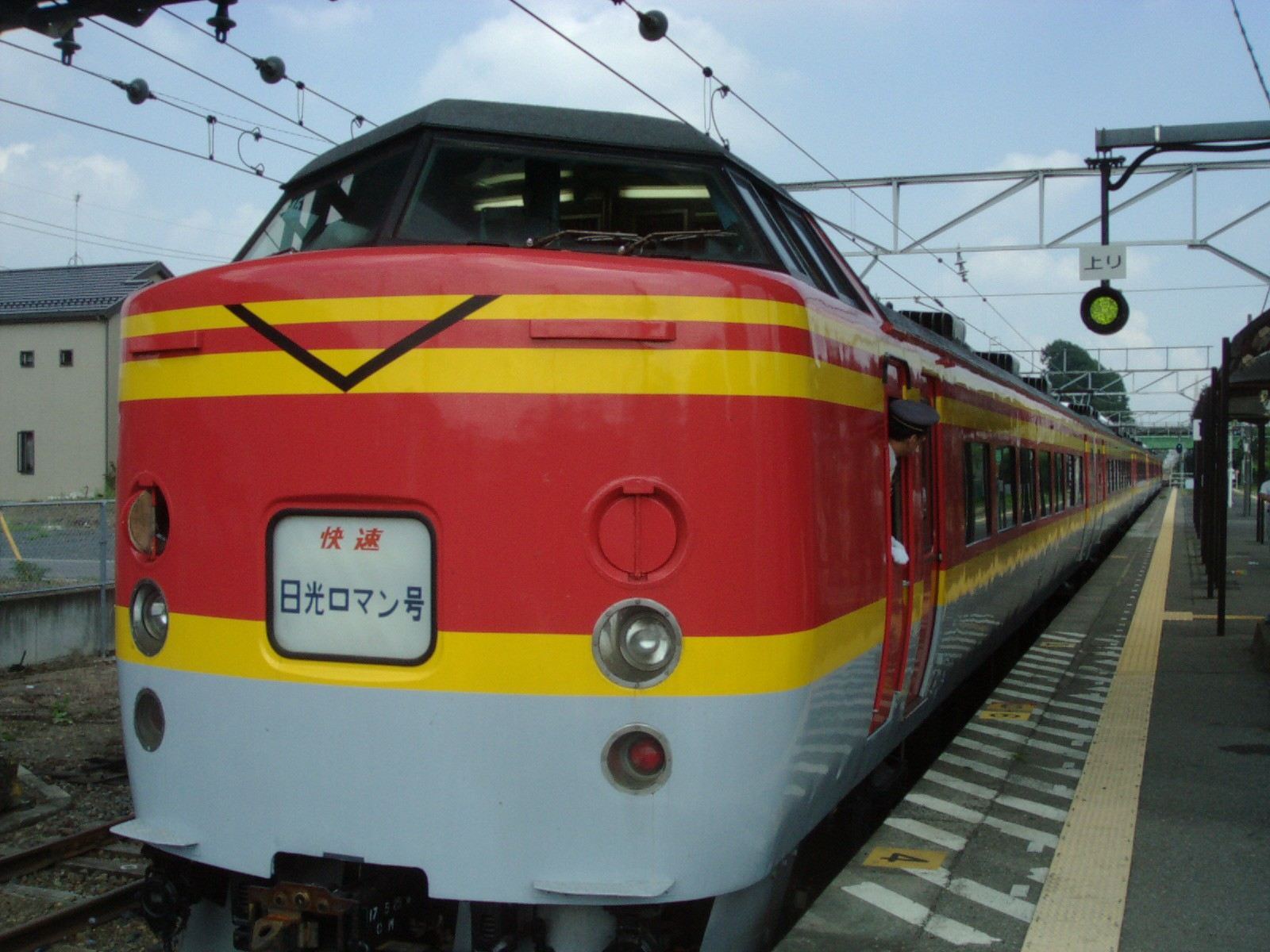
189系「彩野」日光ロマン号
（2005年8月20日 鶴田駅）

- 1988年（昭和63年）12月：池袋駅 - 日光駅間で臨時快速「日光号」の運行を開始。
  - 東北新幹線とJR東日本日光線を宇都宮駅で乗り継ぐ必要があった東京駅 - 日光駅間に、臨時列車ながら直通列車の運行を復活。運行日は休日中心としたが、この復活に際して上野駅発着とせず池袋駅発着としたことは、東京西部からの需要開拓という目的もあったとされ、かつての急行「中禅寺」と同等の意味合いを持っていたとされる。
- 1989年（平成元年）：快速「日光号」が新宿駅まで乗り入れ。
  - これ以降「ホリデー快速日光号」のちに「日光号」と名称を変更するが、基本的には快速列車として運行された。また始発・終着駅は新宿駅や池袋駅とされ、基本的に山手線内のターミナル駅に発着することになる。
- 1992年（平成4年）
  - 10月3日 - ：臨時特急「日光」（新宿駅 - 日光駅間）運転[26]、種別を快速から特急に変更。
    - 経路は東京駅を経由しない新宿駅発着・池袋駅経由とされたが“かつての準急「日光」の再来”と広告され、デザイン的に157系の直系とされる185系を使用し、実際にかつて157系で使われていた「日光」のヘッドマークに模したものを使用したりとPRに努める。
- 1994年（平成6年）
  - 7月：臨時特急「日光」の下り列車については始発駅を東海道本線藤沢駅とする。
  - 10月：臨時特急「日光」の上り列車の終着駅を大船駅とする。
  - 10月29日 - ：臨時特急「ビュー日光」（藤沢駅 - 日光駅間）（「スーパービュー踊り子」用の251系使用）運転。
- 1997年（平成9年）
  - 4 - 5月：ゴールデンウィーク期間中の休日に、藤沢駅（復路は大船行き） - 日光駅間を新宿駅経由で臨時特急「日光」が運行される。
    - 停車駅：藤沢駅 - 大船駅 - 戸塚駅 - 横浜駅 - 新宿駅 - 池袋駅 - 大宮駅 - 宇都宮駅 - 日光駅
    - 列車番号：9040M-9041M・9044M-9045M（新宿駅で列車番号を変更）
    - 編成：普通車自由席・指定席およびグリーン車の編成で運行。
    - この運転をもって特急「日光」の運行はしばらく休止される。特急「ビュー日光」は、その後も1999年ゴールデンウィーク期間まで、毎年ＧＷと秋に運転。

  - 6 - 11月：土曜休日限定で上野駅 - 日光駅間に「ホリデー快速日光号」が運行される。
    - 停車駅：上野駅 - 赤羽駅 - 浦和駅 - 大宮駅 - 蓮田駅 - 久喜駅 - 古河駅 - 小山駅 - 小金井駅 - 自治医大駅 - 石橋駅 - 雀宮駅 - 宇都宮駅 - 鹿沼駅 - 今市駅 - 日光駅
    - 列車番号：9525M-9825M・9828M-3546M　（宇都宮駅で列車番号を変更、上りは宇都宮 - 上野間 快速「ラビット」に併結）
    - 編成：115系で運行。
- 2003年（平成15年）4月5日：新宿駅 - 日光駅間で臨時快速「やすらぎの日光」が運転開始[27]。当日は新宿駅ホームで発車記念式典が開催された。これは2002年に波動輸送用となる165系・167系の営業運転終了・廃車に伴い、183系・189系に車種を変更し、列車名も変更された。
  - 停車駅：新宿駅 - 池袋駅 - 赤羽駅 - 大宮駅 - 蓮田駅 - 久喜駅 - 古河駅 - 小山駅 - 宇都宮駅 - 鹿沼駅 - 今市駅 - 日光駅
- 2004年（平成16年）
  - 10月：「やすらぎの日光」が千葉駅 - 新宿駅間を東京駅経由で延長運転。
    - 千葉駅 - 稲毛駅 - 津田沼駅 - 船橋駅 - 市川駅 - 新小岩駅 - 錦糸町駅 - 東京駅 - 品川駅 - 新宿駅 - 池袋駅 - 赤羽駅 - 大宮駅 - 蓮田駅 - 久喜駅 - 古河駅 - 小山駅 - 宇都宮駅 - 鹿沼駅 - 今市駅 - 日光駅間

  - 10月4日：JR東日本と東武は、新宿駅 - 東武日光駅・鬼怒川温泉駅間で相互直通する特急列車の運行を2006年春から開始すると発表[28]。
  - 11月3日 - 11月23日：「やすらぎの日光」が平塚駅 - 新宿駅間で延長運転される。
  - 平塚駅 - 茅ケ崎駅 - 藤沢駅 - 大船駅 - 横浜駅 - 新宿駅 - 池袋駅 - 赤羽駅 - 大宮駅 - 蓮田駅 - 久喜駅 - 古河駅 - 小山駅 - 宇都宮駅 - 鹿沼駅 - 今市駅 - 日光駅間
- 2005年（平成17年）11月：前年同様に「やすらぎの日光」が平塚駅 - 日光駅間で運行される。

### 東武との直通運転開始
- 2006年（平成18年）
  - 3月18日：特急「日光」「きぬがわ」「スペーシアきぬがわ」の運行を開始[29]。
  - 5月29日：485系の代走列車に初めて189系を充当。
- 2007年（平成19年）
  - 4月29日：横浜駅発着の臨時特急「日光」が初めて運行される。以降2009年まで毎年設定。
  - 11月25日：臨時特急「東武ファンフェスタ号」を品川駅→南栗橋駅間で運転。イベント会場の南栗橋車両管理区に向けた列車であった。
    - 品川駅から山手線経由で大宮方面に向かい、新栃木駅で折り返して南栗橋駅へ向かった。100系の旅客列車としての新宿駅以南への入線は初めて[30]。
- 2009年（平成21年）7月18日 - 7月20日：臨時特急「はちおうじ日光」が八王子駅 - 東武日光駅間（中央本線・新宿経由）で運転。
  - 初日始発駅の八王子駅および終点東武日光駅ではそれぞれセレモニーおよびレセプションが催された[31]。なお、かつて八王子駅 - 日光駅間は武蔵野線経由で「ホリデー快速日光号」が直通運転したことがある。
- 2011年（平成23年）
  - 3月11日：東日本大震災（東北地方太平洋沖地震）発生により、同日の地震後の運行を休止。
  - 3月14日：地震による発電所の停止に伴う電力供給逼迫のため、この日から運行を休止。
  - 4月29日：一部の臨時列車をのぞき、運行再開[32]。
  - 6月3日：485系・189系での運転を終了。
  - 6月4日：253系での運転を開始[5]。
  - 10月15日：品川駅発着の臨時特急「スペーシア日光」が初めて運行される。以降、「日光」として設定された年も含め2014年まで運行。
  - 10月22日：千葉駅発着の臨時特急「日光」が初めて運行される。以降、2017年まで運行。
  - 10月29日：大船駅発着の臨時特急「日光」が初めて運行される。
  - 12月23日：品川駅発着の臨時特急「スペーシアきぬがわ」が運行される。同30日には「きぬがわ」も運行。
- 2013年（平成25年）3月16日：浦和駅の湘南新宿ラインホーム供用開始に伴い、新たに全列車が同駅に停車[1]。
- 2015年（平成27年）
  - 4月12日：大船駅発着の臨時特急「きぬがわ」が初めて運行される。今回は上野東京ライン経由となった。
  - 9月9日：関東・東北豪雨による東武日光線の下小代駅構内の土砂流入および新鹿沼駅 - 北鹿沼駅間の土砂流出[33]、および鬼怒川線の新高徳駅 - 小佐越駅間の盛土流出と小佐越駅 - 鬼怒川温泉駅間の線路砕石流出により運行休止する[34]。
  - 9月18日 全区間で運転再開[35][36]。
- 2016年（平成28年）
  - 3月28日：「日光」「きぬがわ」「スペーシアきぬがわ」3・6号で平日の車内販売を中止[37]。
  - 6月4日：千葉駅発着の臨時特急「きぬがわ」が初めて運行される。翌2017年も運行。
- 2017年（平成29年）7月22日：東武ワールドスクウェア駅が開業し、同駅に「スペーシアきぬがわ」3・6号が停車（それ以外は通過）[2]。
  - この年から、八王子駅発着の臨時列車は基本的に武蔵野線経由で運行されている。
- 2018年（平成30年）3月17日：東武ワールドスクウェア駅に「きぬがわ」が停車開始[3]。
- 2019年（平成31年）
  - 3月15日：この日限りで車内販売を廃止[38]。
  - 4月13日：この日の運行から「はちおうじ日光」に100系が使用されるようになり、列車名が「スペーシア八王子日光」となる。
- 2020年（令和2年）6月6日：同日のダイヤ改正により、東武ワールドスクウェア駅に全ての「スペーシアきぬがわ」が停車するようになる。
- 2022年（令和4年）1月26日：八王子駅発着の臨時特急「スペーシア八王子きぬ」が初めて運行される。
- 2023年（令和5年）3月18日：同日のダイヤ改正で以下の通り変更[39]。
  - 「日光」の定期列車を「スペーシア日光」に変更。別に多客期のみ運転の臨時「日光」を設定する。
  - 「きぬがわ」「スペーシアきぬがわ」の定期列車を「きぬがわ」1往復のみに削減。別に多客期のみ運転の臨時「きぬがわ」を設定する。

## 列車名の由来
五十音順で列挙する。
- 「湘南日光」（しょうなんにっこう）：「湘南」と「日光」を結ぶことから。
- 「だいや」：鬼怒川支流で日光中禅寺湖から流出される「大谷川（だいやがわ）」にちなむ。
- 「中禅寺」（ちゅうぜんじ）：日光市の「日光山中禅寺」にちなむ。
- 「ビュー日光」（ビューにっこう）：使用車両である251系の「スーパービュー踊り子」を使用した「日光」にちなむ。